# 31465 Piyasiri
31465 Piyasiri è un asteroide della fascia principale. Scoperto nel 1999, presenta un'orbita caratterizzata da un semiasse maggiore pari a 2,4195393 UA e da un'eccentricità di 0,1190301, inclinata di 3,46436° rispetto all'eclittica.